# Parlamento delle Hawaii
Il Parlamento delle Hawaii è stato l'unico organo legislativo del Regno delle Hawaii.

## Descrizione
Nel 1840 fu creato, con la Costituzione, un Parlamento bicamerale responsabile della legislazione. La stessa Costituzione creò un sistema giudiziario, incaricato di sorvegliare i giudici e l'interpretazione delle leggi. Le isole Hawaii, infine erano suddivise in piccole aree amministrative, ognuna rappresentata in parlamento, e dipendente dal governo centrale.
Le camere del Parlamento erano due: la Camera dei Rappresentanti (Hale ʻAhaʻōlelo Makaʻāinana), eletta direttamente con voto popolare, e la Camera dei Nobili (Hale ʻAhaʻōlelo Aliʻi), formata dal Re, dalla Regina e da altri quindici componenti - cinque donne e dieci uomini - tutti nominati direttamente dal sovrano. Nel 1864 il parlamento venne unificato in una sola camera, ma nel 1887 venne diviso nuovamente in due camere, denominate come quelle già esistite tra il 1840 e il 1864; dal 1887 fino al 1898 i componenti della Camera dei Nobili furono però completamente eletti tra i cittadini hawaiani che avessero proprietà terriere, per mandati della durata di sei anni, che, similmente a quelli del Senato degli Stati Uniti, venivano rinnovati per un terzo in tre cicli di due anni. Nel 1898 la Camera dei Nobili venne ribattezzata "Senato delle Hawaii", dopo che la nazione hawaiana divenne un territorio degli Stati Uniti.